# Schnee-Eukalyptus
Der Schnee-Eukalyptus (Eucalyptus pauciflora, Syn.: Eucalyptus coriacea Cunn. ex Schauer) ist eine Pflanzenart aus der Gattung der Eukalypten (Eucalyptus) innerhalb der Familie der Myrtengewächse (Myrtaceae). Sie trägt die englischen Trivialnamen „Snow Gum“ und „White Sallee“.

## Beschreibung

### Vegetative Merkmale
Eucalyptus pauciflora wächst als immergrüner Baum oder Strauch. In subalpinen Gebieten erreicht er oft nur Wuchshöhen von 8 bis 10 Metern und in den Flachlandgebieten erreicht er Wuchshöhen von 20 bis 30 Metern. Er kann Frost bis −20 °C ertragen. Die glatte und weiße bis hellgrau glänzende, manchmal aber auch rot-braune Borke löst sich in Streifen vom Stamm. Der Stammdurchmesser erreicht über 1 Meter. Die Laubblätter erscheinen oft weißlich-grün.

### Generative Merkmale
Die Blütezeit von Eucalyptus pauciflora reicht in Australien von Dezember bis Februar.

## Vorkommen
Eucalyptus pauciflora kommt im südöstlichen Australien vor. Subalpine Gebiete werden besiedelt beispielsweise die Snowy Mountains. Die Flachlandgebiete seines Verbreitungsgebietes liegen in New South Wales, Victoria und Tasmanien. Das Verbreitungsgebiet reicht vom südöstlichen Queensland bis Tasmanien.
Der Schnee-Eukalyptus tritt sowohl in geschlossenen Wäldern, als auch in offenerem Gelände und in kleinen Gruppen auf und wächst in Höhenlagen von 1300 bis 1800 Meter, wo sie die absolute Wachstumsgrenze für Bäume dominieren.
Durch die Flurbereinigung wurden große Bestände von Eucalyptus pauciflora in den Flachlandlagen von Victoria und Queensland dezimiert und man versucht nun die noch vorhandenen Bestände zu erhalten.

## Systematik
Die Erstbeschreibung von Eucalyptus pauciflora erfolgte 1827 durch Franz Wilhelm Sieber in Kurt Sprengel: Systema vegetabilium, ed. 16. Auflage, 4 (2, Cur. Post.), Seite 195.
Von Eucalyptus pauciflora gibt es einige Unterarten (Stand 2008):
- Eucalyptus pauciflora subsp. acerina Rule: Sie kommt in Victoria vor.[2]

- Eucalyptus pauciflora subsp. debeuzevillei (Maiden) L.A.S.Johnson & Blaxell (Syn.: Eucalyptus debeuzevillei Maiden): Sie kommt vom südlichen New South Wales bis zum nordöstlichen Victoria vor.[2]
- Eucalyptus pauciflora subsp. hedraia Rule: Sie kommt in Victoria vor.[2]
- Eucalyptus pauciflora subsp. niphophila (Maiden & Blakely) L.A.S.Johnson & Blaxell (Syn.: Eucalyptus niphophila Maiden & Blakely) zählt zu den robustesten Eucalyptus-Formen, die Temperaturen bis weit unter dem Gefrierpunkt aushalten. Sie kommt vom südlichen New South Wales bis Victoria vor.[2]
- Eucalyptus pauciflora Sieb. ex A.Spreng. subsp. pauciflora: Sie kommt vom südöstlichen Queensland bis Tasmanien vor.[2]
- Eucalyptus pauciflora subsp. parvifructa Rule: Sie kommt in Victoria vor.[2]